# Joan Martínez Alier
Joan Martínez Alier (Barcelona, España, 1939) es un economista español. Es catedrático de Economía e Historia Económica de la Universidad Autónoma de Barcelona.
Es conocido por ser uno de los desarrolladores del concepto de ecologismo de los pobres.

## Biografía
Alier se doctoró en Economía por la Universidad Autónoma de Barcelona y es catedrático de Economía e Historia Económica desde 1975. Ha sido investigador del St. Antony's College de Oxford y profesor visitante en la FLACSO, en Ecuador, en la UNICAMP (Campinas, Sao Paulo, Brasil), en la Universidad Libre de Berlín, en Stanford University y en la Univ. de California (Davis), en Yale University. Es autor de estudios de temas agrarios en Andalucía (España), Cuba y la sierra de Perú, miembro fundador  (y presidente en 2006-2007) de la Sociedad Internacional de Economía Ecológica y de la Asociación Europea de Economía Ambiental. Ha sido colaborador frecuente de revistas alternativas (Cuadernos del Ruedo Ibérico, Bicicleta, Mientrastanto, Archipiélago), actualmente dirige la revista Ecologia Política. También ha sido miembro del comité científico de la Agencia Europea de Medio Ambiente.
Ha sido introductor de la historia ecológica en España. Director del programa de doctorado en Ciencias Ambientales de la Universidad Autónoma de Barcelona entre 1997 y 2009. Políticamente ha sido impulsor del ecologismo político en España. Fue candidato sin éxito por los Verdes al Congreso de los Diputados de España. Es columnista en La Jornada, México. Investigador muy reconocido en economía ecológica y ecología política. Ha dirigido varios proyectos de investigación (CEECEC, EJOLT), en 2016 recibió un European Research Council Advanced Grant (2016-21) para completar el EJAtlas (www.ejatlas.org) y estudiar el movimiento global de justicia ambiental.

## Premios
- En 2017 recibió el premio Wassily Leontief del GDAE, Universidad Tufts, Medford (Massachusetts)
- En 2020 recibió el Premio Balzan por los Desafíos medioambientales: respuestas desde las ciencias sociales y las humanidades.[1]
  - Discurso de aceptación del Premio Balzan.
- En 2023 recibió el Premio Holberg por su trabajo en economía ecológica, ecología política y justicia ambiental.

## Obra de Joan Martínez Alier
Es autor de L'ecologia i l'economia (1984), libro publicado también en castellano, inglés, japonés y otras lenguas, que se ha convertido en una historia clásica de la crítica ecologista a la ciencia económica. Ha publicado con Inge Ropke en 2008 Recent Developments in Ecological Economics (2 vols.). Su libro más conocido es El ecologismo de los pobres. Conflictos ambientales y lenguajes de valoración  (Icaria, Barcelona, 6.ª ed. 2021). 

### Libros
- 1968: La Estabilidad del latifundismo análisis de la interdependencia entre relaciones de producción y conciencia social en la agricultura latifundista de la campiña de Córdoba
- 1971: Labourers and Landowners in Southern Spain
- 1972: Cuba: economía y sociedad (con Verena Stolcke)
- 1973: Los huacchilleros del Perú
- 1977: Haciendas, Plantations and Collective Farms (Cuba and Peru)
- 1984: L'Ecologisme i l'economia
- 1987: Ecological economics: energy, environment and society
- 1991: La economía y la ecología (con Klaus Schlüpmann)
- 1992: De la economía ecológica al ecologismo popular
- 1996: Getting down to earth: practical applications of ecological economics (editado con Robert Costanza y Olman Segura)
- 1997: Pobreza, desarrollo y medio ambiente. VVAA
- 1997: Varieties of environmentalism. Essays North and South (con Ramachandra Guha)
- 1999: Introducció a l'economia ecològica
- 2001: Economía ecológica y política ambiental (con Jordi Roca i Jusmet), tercera edición revisada, 2013.
- 2001: Naturaleza transformada. Estudios de Historia Ambiental en España (con Manuel González de Molina)
- 2002:  The Environmentalism of the Poor: A study of ecological conflicts and valuation.
- 2003: ¿Quién debe a quién? deuda ecológica y deuda externa (con Arcadi Oliveras)
- 2005: El Ecologismo de los pobres: conflictos ambientales y lenguajes de valoración.
- 2007:  Rethinking Environmental History: World-Systems History and Global Environmental Change (editado con Alf Hornborg y John Mc Neill)
- 2008: Recent Developments in Ecological Economics 2 vols. (editado con Inge Ropke)
- 2010: El Ecologismo de los pobres: conflictos ambientales y lenguajes de valoración nueva edición aumentada y publicada en Perú por Espiritrompa Ediciones y en Barcelona por Editorial Icaria (2011).
- 2012: Ecological economics from the ground up (con H.Healy et al)
- 2015: Handbook of Ecological Economics (editado con Roldan Muradian)
- 2023: Land, Water, Air and Freedom: The Making of World Movements for Environmental Justice